# Palín, Michalovce
Palín este o comună slovacă, aflată în districtul Michalovce din regiunea Košice. Localitatea se află la altitudinea de 104 m deasupra n.m., se întinde pe o suprafață de 11,11 km2 și în 2017 număra 906 locuitori.

## Istoric
Localitatea Palín este atestată documentar din 1302.

## Demografie
| An:                | 1994 | 2004    | 2014   | 2024   |
| ------------------ | ---- | ------- | ------ | ------ |
| Număr de persoane: | 808  | 894     | 916    | 872    |
| Diferență:         |      | +10,64% | +2,46% | −4,80% |

| An:                | 2023 | 2024   |
| ------------------ | ---- | ------ |
| Număr de persoane: | 869  | 872    |
| Diferență:         |      | +0,34% |